# Sampha
Sampha Sisay, conocido como «Sampha», es un cantautor y productor de música electrónica originario de Morden, al sur de Londres, en el Reino Unido. Sampha es muy conocido por su trabajo colaborativo con Kanye West, Jessie Ware, Drake, Koreless, Lil Silva entre otros. Ha lanzado dos EP’s: Sundanza en 2010 y Dual en 2013.

## Discografía

### Álbumes
- Process (2017)
- Process - (Bonus Edition) (2017)
- Lahai (2023)

### EP
- Sudanza (4 de junio de 2010) - Young Turks
- Dual (29 de julio de 2013) - Young Turks

### Obra colaborativa
- Valentine con Jessie Ware (2011) - Young Turks
- On Your Own con Lil Silva (2011) - Good Years
- Short Stories - Koreless & Sampha (como Short Stories) - (January 2013) - Young Turks
- Salient Sarah con Lil Silva (2013) - Good Years
- Nothing Was the Same - Drake - (24 de septiembre de 2013) - OVO Sound / Young Money
  - "The Motion" (con Drake) (2013) - OVO Sound / Young Money
  - "Too Much" (con Drake) (2013) - OVO Sound / Young Money[5]
- "Play" (Katy B con Sampha) (2014)
- "Saint Pablo" (Kanye West con Sampha) (2016)
- More Life - Drake - (18 de marzo de 2017) - OVO Sound / Young Money
  - "4422" (con Drake) (2017) - OVO Sound / Young Money
- "Father Time" (Kendrick Lamar con Sampha) (2022)

## Discografía con SBTRKT

### Álbumes
- SBTRKT (27 de junio de 2011) - Young Turks
- Live (2013) - Young Turks

### Sencillos
- Break Off/Evening Glow (2010) - Ramp Recordings
- Living Like I Do (2011, 12" Ltd) - Young Turks
- Hold On] (2012, 12" Ltd) - Young Turks